# Ernesto Duchini
Ernesto Emilio Duchini (né le 15 novembre 1910 à Buenos Aires en Argentine et mort le 19 mars 2006 dans la même ville) est un joueur de football argentin, qui évoluait au poste de milieu de terrain, avant de devenir entraîneur.

## Palmarès
| Chacarita Juniors - Championnat d'Argentine D2 (1) : - Champion : 1941. |  | Argentine olympique - Jeux panaméricains : - Or : 1955 et 1963. - Argent : 1967. |